# Robot Emil
Robot Emil byl jeden z prvních dětských (žánr sci-fi) televizních seriálů Československé televize, který spatřil světlo světa na počátku 60. let 20. století. Jednalo se o hraný seriál, kde hlavní humorně pojatou postavou byl roztomilý robot Emílek, kterého hrál Jiří Šašek v legračně pojaté masce. Jeho tvůrce a protihráče mechanika Karla pak ztvárnil herec Antonín Šůra (což byl tehdy poměrně známý herec, známý je například z filmu Hrátky s čertem, kde hrál postavu božího anděla). Seriál byl sice velice naivní a i mírně poplatný době svého vzniku, občas zabředával do mírné komunální satiry, ale ve své době byl dětmi (a nejen jimi, ale i mnohými dospělými) velice oblíbený zejména pro svůj neotřelý naivisticko-recesistický až parodicky pojatý humor.
Robot Emil rovněž v roce 1961 vycházel jako komiks v časopisu ABC. Autorem scénáře byl stejně jako u televizního seriálu Jiří Melíšek, kreslil Jiří Winter Neprakta.

## Štáb
- režie: Stanislav Strnad
- kamera: Bohumil Turek
- scénář: Jiří Melíšek, Olga Papoušková
- architekt: Karel Černý
- triky: F. Mikeš, M. Kučera, J. Burdová
- výroba: Alena Turečková
- střih: J. Richterová, M. Poustková

## Jednotlivé díly
- Robot Emil
- Robot Emil Robinsonem
- Robot Emil v lázních
- Robot Emil v ráji divokých zvířat
- Robot Emil na horách
- Robot Emil a Pluto 1000
- Robot Emil bojuje proti špíně
- Jé to byly prázdniny
- Robot Emil v roce 1964

## Účinkující herci
- Jiří Šašek – robot Emil
- Antonín Šůra – mechanik Karel
- Darek Vostřel
- Vlastimil Bedrna
- Jiří Lír
- Aťka Janoušková
- Alena Frimlová
- Zdeněk Najman
- Jitka Frantová
- Věra Preslová